# Lucía Villarroya
Lucía Villarroya Gorbe (Teruel, 1961) es una ceramista y artista plástica española.
Se formó como ceramista en la Escuela Superior de Cerámica de Manises. Expuso en Teruel y Valencia algunas de sus creaciones cerámicas. En 1987 una maqueta suya fue utilizada para una intervención urbana por parte de un grupo de artistas turolenses en la Plaza de las Comunicaciones de Valencia. También ha participado en los cortometrajes de 1985 Volaverunt, Pelea y Mayumea trabajando como ambientadora y maquilladora.
En la década de 1990 inició su labor docente en educación especial en el colegio de la Arboleda, ocupando el cargo de profesora de cerámica en el taller del centro y de directora del colegio durante varios años, Lucía desarrolló el resto de su carrera docente en este centro hasta su jubilación como profesora en junio de 2021. En 2010 comenzó los estudios de Bellas Artes en su ciudad natal. Durante esta década produjo las exposiciones Huellas (2014), Universos (2015) y Mirada abstracta (2016).  Posteriormente, en 2017 produjo la obra Caminantes del Regreso, su obra de mayor repercusión, expuesta en el edificio Térvalis y que versó sobre la herida turolense durante la guerra civil española, combinando sus diversas disciplinas artísticas, principalmente la cerámica y el grabado.